# 千代隆
千代 隆（せんだい たかし、1965年3月4日 - ）は、朝日放送→朝日放送テレビの社員で元・アナウンサー。

## 来歴・人物
身長は170cm、血液型はA型。大阪府の出身で、神戸大学文学部卒業後の1988年に、アナウンサーとして朝日放送（当時）へ入社した。ただし、アナウンサーとして前年（1987年）に同局へ採用された加瀬征弘（現在は朝日放送テレビアナウンス部長）とは、同じ学年に当たる。
アナウンサーとして活動した期間は短く、一時は制作系の部署に異動。2002年にアナウンス室へ復帰してからも、デジタルコンテンツ（アナウンサー室の公式サイトなど）の制作へ主に従事していたため、番組にはほとんど出演していなかった。後に、アナウンス部を再び離れて事業部へ異動。異動後の2009年時点では、当時朝日放送が運営していたザ・シンフォニーホールの管理・システム開発業務に携わっていた。
朝日放送の分社化によってテレビ放送などの事業を朝日放送テレビが継承した2018年4月1日付で、朝日放送テレビへ自動的に転籍。2020年2月の時点では、イベント事業部へ所属している。

## アナウンサー時代の担当番組

### テレビ
- ABCフラッシュニュース
- おはよう朝日です
- おはようコールABC

### ラジオ
- 朝日新聞ニュース
- パーフェクトジョッキー
- ミュージックナイター

ほか

## プロデュース番組
- メモリアル映像館